# The 500 by Toyota 2001
The 500 by Toyota 2001 var ett race som var det tjugoförsta och avslutande racet i CART World Series 2001. Racet kördes den 4 november på California Speedway. Mästerskapsfemman Cristiano da Matta avslutade säsongen som han började den, och tog sin tredje seger under 2001. Han gick i mål 0,123 sekunder före Max Papis på andra plats. Mästerskapsvinnaren Gil de Ferran rundade av säsongen och sin CART-karriär med att sluta sexa. Hans team Marlboro Team Penske meddelade att de avsåg att byta till IRL till säsongen 2002, vilket gjorde att det första riktigt stora teamet lämnade CART.

## Slutresultat
| Plats | Förare               | Team                     | Grid | Kvaltid |
| ----- | -------------------- | ------------------------ | ---- | ------- |
| 1     | Cristiano da Matta   | Newman/Haas Racing       | 2    | 32,009  |
| 2     | Max Papis            | Team Rahal               | 6    | 32,124  |
| 3     | Alex Tagliani        | Forsythe Racing          | 1    | 31,935  |
| 4     | Bruno Junqueira      | Chip Ganassi Racing      | 8    | 32,270  |
| 5     | Tony Kanaan          | Mo Nunn Racing           | 14   | 32,432  |
| 6     | Gil de Ferran        | Marlboro Team Penske     | 16   | 32,439  |
| 7     | Michael Andretti     | Team Motorola            | 13   | 32,397  |
| 8     | Casey Mears          | Mo Nunn Racing           | 21   | 32,607  |
| 9     | Alex Barron          | Arciero-Blair Racing     | 19   | 32,492  |
| 10    | Patrick Carpentier   | Forsythe Racing          | 25   | 34,985  |
| 11    | Oriol Servià         | Sigma Autosport          | 17   | 32,468  |
| 12    | Jimmy Vasser         | Patrick Racing           | 9    | 32,296  |
| 13    | Christian Fittipaldi | Newman/Haas Racing       | 5    | 32,117  |
| 14    | Memo Gidley          | Chip Ganassi Racing      | 11   | 32,349  |
| 15    | Tora Takagi          | Walker Racing            | 20   | 32,583  |
| 16    | Michel Jourdain Jr.  | Herdez Bettenhausen      | 7    | 32,220  |
| 17    | Scott Dixon          | PacWest Racing           | 10   | 32,330  |
| 18    | Adrián Fernández     | Fernández Racing         | 26   | -       |
| 19    | Roberto Moreno       | Patrick Racing           | 23   | 32,664  |
| 20    | Maurício Gugelmin    | PacWest Racing           | 15   | 32,438  |
| 21    | Shinji Nakano        | Fernández Racing         | 12   | 32,356  |
| 22    | Hélio Castroneves    | Marlboro Team Penske     | 24   | 32,782  |
| 23    | Dario Franchitti     | Team KOOL Green          | 22   | 32,653  |
| 24    | Paul Tracy           | Team KOOL Green          | 18   | 32,471  |
| 25    | Bryan Herta          | Zakspeed/Forsythe Racing | 4    | 32,100  |
| 26    | Kenny Bräck          | Team Rahal               | 3    | 32,060  |